# مسعودة منت بحام
مسعودة منت بحام سياسية وبرلمانية موريتانية، شغلت منصب وزيرة التنمية الريفية، عام 2018 انتخبت لعضوية البرلمان عن حزب الإصلاح الموريتاني.